# Élivágar
Élivágar – rzeki w mitologii nordyckiej, które istniały w Ginnungagap na początku świata.
Rzeki wydają się działać jako granice między różnymi krainami, czy to między bogami a gigantami, czy też między światem mitologicznym a światem śmiertelników.